# Capnioneura gelesae
Capnioneura gelesae är en bäcksländeart som beskrevs av Berthélemy och Baena-ruiz 1984. Capnioneura gelesae ingår i släktet Capnioneura och familjen småbäcksländor. Inga underarter finns listade i Catalogue of Life.